# Amber Liu
 (décembre 2013).
Amber Josephine Liu (chinois traditionnel : 劉逸雲), plus simplement connue par son prénom Amber, née le 18 septembre 1992 à Los Angeles en Californie, est une chanteuse, danseuse, présentatrice télé et parolière américaine d'origine taïwanaise et chinoise (Teochew nang).
Elle est membre du girl group sud-coréen f(x) en tant que rappeuse et danseuse principale. En février 2015, elle débute en tant qu'artiste solo par le mini-album intitulé Beautiful.

## Biographie

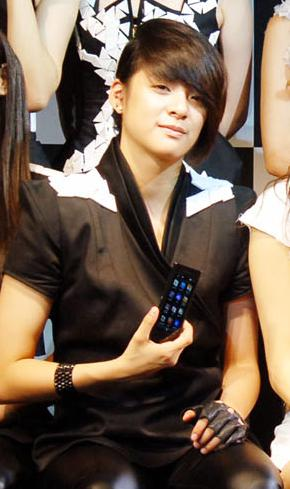
Amber Liu en 2009.

Les parents d'Amber Liu sont d'origine taïwanaise et elle a une sœur aînée nommée Jackie. Amber vivait à Los Angeles en Californie, où elle étudiait à El Camino Real High School.
Amber parle couramment l'anglais, le mandarin et le coréen. Elle a fait du basket-ball dans son enfance à son arrivée en Corée. Elle a également été membre de l'équipe d'athlétisme de son école. Elle détient également une ceinture noire en Taekwondo.
Après ses études, elle partit en Corée du Sud pour devenir stagiaire chez SM Entertainment.

## Carrière
Amber faisait partie du casting de l'audition globale de SM Entertainment à Los Angeles en 2008, où elle et un garçon ont été sélectionnés pour être stagiaires pour l'agence.
Après un an et demi d'entraînement, elle a débuté dans le nouveau groupe féminin sud-coréen f(x) en septembre 2009 . Lors d'un épisode de la télé réalité du groupe, Go f(x), Amber a révélé que ses parents éprouvaient initialement des sentiments partagés concernant sa carrière d'artiste.
Elle a composé et écrit les paroles de quelques chansons du groupe, comme Goodbye summer qui était l'une des chansons de leur second album studio, Pink Tape, et Summer Love de leur troisième album studio, Red Light. Elle a collaboré à de nombreuses occasions avec d'autres artistes de SM Entertainment.

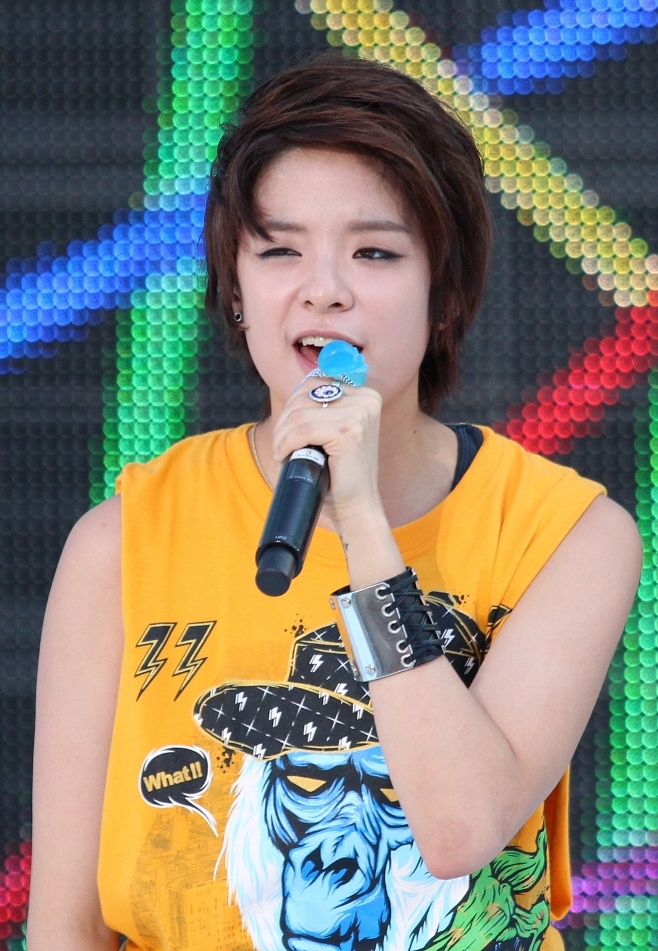
Amber au M super concert, le 28 juillet 2012.

En dehors de ses activités en tant que membre de f(x), Amber a aussi fait des apparitions à la télévision. D'octobre 2011 à avril 2012, elle a participé à l'émission Invincible Youth.
Elle a dû quitter le programme pour préparer les débuts de son groupe au Japon. Par la suite, elle a tenu le rôle d'animatrice pour l'émission musicale Show Champion sur MBC avec Eunjung du groupe T-ara pendant un an, qui prit fin pour les deux le 18 décembre 2013.
Le 6 juin 2014, elle est devenue présentatrice du programme de KBS A Song for You aux côtés de Kangin des Super Junior et Yook Sungjae des BTOB. Elle a aussi présenté We Got Married Global Édition. La même année, elle est apparue dans une télé réalité de neuf épisodes, One Fine Day, avec la chanteuse Ailee, qui est l'une de ses plus proches amies. L'émission, qui a été diffusée sur MBC Music, suivait leurs vacances à Jeju-do. Le 31 décembre, Amber a confirmé faire partie de la seconde édition du spécial femmes de l'émission Real Men.
Amber a officiellement débuté en tant qu'artiste solo avec le mini-album Beautiful, disponible le 13 février 2015. La chanson-titre, Shake That Brass, avec en vedette Taeyeon des Girls' Generation, contenait notamment en caméos plusieurs autres artistes, tous amis de la chanteuse.
Quelques jours avant la vente de l'album, une vidéo spéciale pour la chanson Beautiful a été publiée sur la chaîne officielle de SM Entertainment. La vidéo contenait des photos de l'enfance de la chanteuse, ainsi que des photos de ses débuts en tant que membre des f(x). Les paroles relatent les difficultés auxquelles elle a fait face lors de son parcours pour devenir artiste et de comment elle a fini par s'aimer telle qu'elle est. Beautiful a terminé 2e du classement Billboard World Albums chart et 19e dans le Heatseekers Albums. D'après Jeff Benjamin de Billboard K-Town, cette position montre qu'Amber possède une grande fanbase internationale.
Amber est souvent apparue sur la chaine youtube Eat Your Kimchi. Le 10 juillet, Amber a créé sa propre chaîne Youtube, intitulée What The Pineapple, elle en a fait l'annonce par le biais de son compte Twitter officiel en partageant le lien de sa première vidéo accompagnée de la légende: « “Restez connectés ! Première vidéo officielle mise en ligne demain !”. » La chaîne est gérée en duo avec son ami, Scott Kim.
Le 21 septembre 2018, Amber sort un single digital incluant les chansons White Noise et Lost At Sea.
Le 1er septembre 2019, Amber annonce la fin de son contrat avec SM Entertainement et précise avoir signé chez le label Steel Wool Entertainment.
Le 20 septembre 2019, Amber annonce la sortie prochaine d'un album nommé X pour les dix ans de sa carrière. Les chansons et les clips musicaux représentent les aspects négatifs du système de la K-pop.

## Discographie

### Discographie de f(x)
| - Pinocchio (2011) - Pink Tape (2013) - Red Light (2014) - 4 WALLS (2015) - Nu ABO (2010) - Electric Shock (2012) | - Hot Summer (2011) - Chu~♡ (2009) - I Love You, I love You (2010) (More Charming By The Day OST) - Journey / Is It OK? (2011) (Paradise Ranch OST) - SUMMER SPECIAL Pinocchio / Hot Summer (2015) |

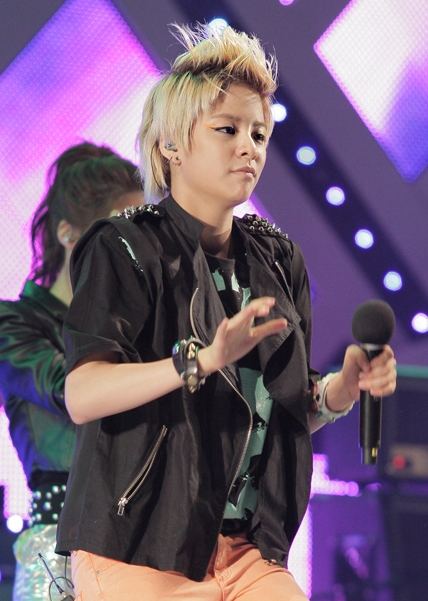
Amber au Music Show à Séoul Plaza, le 4 juillet 2011.

### Collaborations
| Année | Album                | Titre                                          | Artiste                    |
| ----- | -------------------- | ---------------------------------------------- | -------------------------- |
| 2010  | KBS God of Study OST | "Spread Its Wings"                             | avec Luna & Krystal        |
| 2010  | The First Second     | "I'm Back"                                     | Duo avec Danson Tang       |
| 2013  | 1-4-3 (I Love You)   | "1-4-3 (I Love You)"                           | Duo avec Henry             |
| 2016  | single               | Wave                                           | avec R3hab & Luna          |
| 2016  | single               | Heartbeat (feat. Ferry Corsten & Kago Pengchi) | Duo avec Luna              |
| 2016  | single               | Breathe Again                                  | Duo KSUKE                  |
| 2017  | Future Friends       | Fantasy                                        | Duo avec Superfruit        |
| 2018  | single               | XL UBER                                        | Duo avec Justin Park       |
| 2019  | Disorder             | Get Myself                                     | Duo avec FYKE              |
| 2020  | single               | Alright                                        | Duo avec James Lee         |
| 2020  | single               | Fix me                                         | Duo avec Travis Atreo      |
| 2021  | single               | No fear                                        | avec Yultron, Kellin Quinn |
| 2021  | single               | Oops! (I'm comin' thru)                        | Duo avec Sunnee            |
| 2021  | single               | My Domain                                      | Duo avec Sorn)             |
| 2022  | single               | BLEEDMEDRY                                     | Duo avec DANAKADAN         |
| 2022  | single               | Easier                                         | Duo avec Jackson Wang      |

### Parolière
- "Summer Lover" (Red Light), co-compositrice
- "Goodbye Summer" (Pink Tape), co-compositrice
- "Beautiful Stranger" (Electric Shock), co-parolière[5]

## Concert
Hors f(x) :
- Gone Rogue Tour (2018) avec 5 dates aux États-Unis et Canada[6]

- Tour X (2020)[7]

## Filmographie

### Émissions
- 2011-2012 : Invincible Youth 2 sur KBS
- 2013 : Show Champion sur MBC Music
- 2014 : We Got Married Global Édition sur MBC
- 2014 : A Song For You 3 sur KBS
- 2014 : Ailee & Amber One Fine Day sur MBC
- 2014 : Real Men sur MBC

### Télé réalité avec F(x)
- 2010 : Hello f(x) : F(x) voyage en Afrique, Thaïlande et au Japon.
- 2010-2011 : f(x)'s Koala : Amber, n'a pas participé à l'émission en raison d'une blessure à la cheville.
- 2010-présent :  Star King
- 2013 : Amazing f(x) : F(x) voyage en Nouvelle-Zélande, pour compléter une liste de paris.
- 2013 : Hello Councelor : Summer spécial[8]
- 2013 : Go! f(x) : L'émission suit F(x) lors d'un voyage à Austin, LA et Hollywood. Le programme ne comporte qu'un seul épisode.

### Films/Drama
- 2016: Entourage (drama) : Jay Jung